# 蓋亞撞擊坑
蓋亞撞擊坑（Gaea）是木星的小衛星木衛五上的撞擊坑。該撞擊坑的直徑80公里，深度至少15公里，以希臘神話的大地之神蓋亞命名。蓋亞撞擊坑和潘撞擊坑是木衛五上有命名的兩個撞擊坑。
蓋亞撞擊坑周圍有兩個光斑艾達光斑和Lyctos 光斑。